# Cheilanthes farinosa
Cheilanthes farinosa là một loài thực vật có mạch trong họ Adiantaceae. Loài này được (Forssk.) Kaulf. miêu tả khoa học đầu tiên năm 1824.